# Misha Grewal
Misha Grewal (* 23. Mai 1970) ist eine ehemalige indische Squashspielerin.

## Karriere
Grewal spielte von 1992 bis 1997 auf der WSA World Tour. Ihre höchste Platzierung in der Weltrangliste erreichte sie mit Rang 27 im März 1995. Mit der indischen Nationalmannschaft nahm sie an mehreren Meisterschaften teil und wurde unter anderem mit dieser 1992 bei der Asienmeisterschaft Dritte. Im Einzel erreichte sie 1996 das Endspiel, in dem sie Leong Siu Lynn unterlag. 1997 wurde sie mit dem Arjuna Award ausgezeichnet.
Bei Weltmeisterschaften stand sie 1992 und 1994 jeweils im Hauptfeld. Beide Male schied sie in der ersten Runde aus. Von 1992 bis 1995 wurde sie viermal in Folge indische Landesmeisterin. Grewal ist verheiratet und hat einen Sohn.

## Erfolge
- Vizeasienmeisterin: 1996
- Indischer Meister: 4 Titel (1992–1995)